# Northrop N-1M
Northrop N-1M byl letoun firmy Northrop, s koncepcí létajícího křídla, navržený konstruktérem Jackem Northropem. Byl to výsledek zaujetí Jacka Northropa pro tuto čistou, aerodynamickou koncepci a také předchůdce pokusného typu Northrop N-9M a bombardérů Northrop YB-35 a Northrop YB-49. Jack Northrop se zajímal o létající křídla už dlouho před válkou.
N-1M byl prvním létajícím křídlem vyvinutým v USA a vůbec první konstrukci v roce 1939 nově založené firmy Northrop. Typ byl navržen v letech 1939–1940 a k jeho konečné podobě přispěly rozsáhle testy v aerodynamickém tunelu NACA. Poprvé vzlétl z Bakerova jezera v Kalifornii 3. července 1941, přičemž se ukázalo, že aby letoun vůbec mohl létat (vzlet se mu nedařil), bude nutné upravit jeho řízení. Nakonec pomohla úprava elevonů. N-1M provedl desítky testovacích letů, o kterých se ale nedochovaly tovární záznamy.
Nestabilní a podmotorovaný letoun se stal vzorem pro řadu následujících projektů létajících křídel firmy Northrop. Letadlo bylo v roce 1945 věnováno USAAF a následující rok bylo umístěno v expozici National Air Museum. Po několika letech však putovalo do depozitáře. V roce 1979 začala jeho rekonstrukce a od roku 1983 je k vidění ve sbírce National Air and Space Museum ve Washingtonu D.C.

## Specifikace

### Technické údaje
- Posádka: 1
- Délka: 5,46 m
- Rozpětí: 11,80 m
- Výška: 1,50 m
- Plocha křídla: 27,9 m²
- Vzletová hmotnost: 1 769 kg
- Pohonná jednotka: 2× čtyřválec Lycoming O-145 (65 hp, 50 kW), později šestiválec Lycoming o výkonu 120-hp

### Výkony
- Maximální rychlost: 322 km/h
- Dolet: 483 km
- Plošné zatížení: 63 kg/m²